# VAG-Baureihe DT2
Die VAG-Baureihe DT2 war die zweite Fahrzeuggeneration normalspuriger Elektrotriebwagen im Vollbahnprofil für das 750-Volt-Gleichstrom-Netz der Nürnberger U-Bahn, das von der VAG Verkehrs-Aktiengesellschaft Nürnberg (VAG) betrieben wird. 1993/1994 hatte die AEG Schienenfahrzeuge Nahverkehr & Wagen GmbH in Nürnberg die Serie aus 12 fest gekuppelten Doppeltriebwagen geliefert. Wie schon die Vorgängerserie vom Typ DT1 sind alle DT2-Fahrzeuge seit 2022 abgestellt oder verschrottet.

## Entwicklung
Anfang der 1990er Jahre folgten im Nürnberger U-Bahn-Netz mehrere Erweiterungen, die vor allem die U-Bahn-Linie 2 betrafen. Da die Technik des DT1 (Baujahr 1970 bis 1984) mittlerweile nicht mehr auf dem neuesten Stand war, entschied die VAG, eine neue Baureihe, den DT2 anzuschaffen.
Die Serie der 12 zweiteiligen Einheiten, die betrieblich nicht getrennt werden konnten, entsprach stark der Vorgängerserie DT1 und basierte weitgehend auf der von MAN und MBB entwickelten Konstruktion des Münchener B-Wagens. Wie letzterer besaß der DT2 eine große, ungeteilte Frontscheibe. Unterschiede bestanden in den Drehgestellen und der Inneneinrichtung. Die 12 Fahrzeuge trugen die Wagennummern 529/530 bis 551/552 und zeigten erstmals das neue Farbdesign der VAG.

## Aufbau und Technik

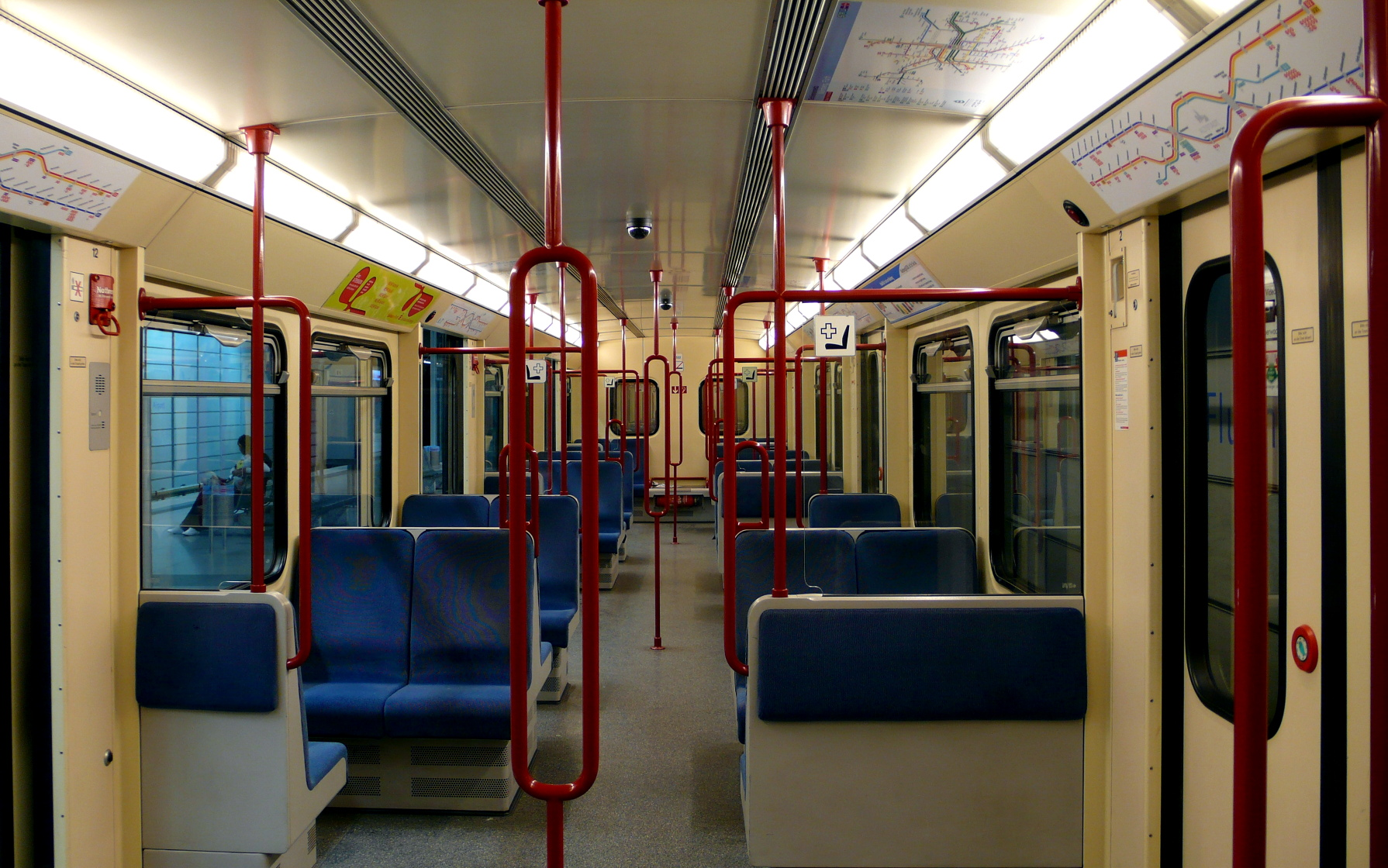
Innenraum eines DT2

Der Wagenkasten des Fahrzeugs ist in Aluminium-Integralbauweise erstellt worden. Dabei wurde die Anordnung von Türen und Fenstern sowie die Fahrgastraumaufteilung des Vorgängertyps DT1 übernommen. Lediglich die Abteile weisen mehr Stehplätze auf, so dass nur noch 82 anstatt 98 Sitzplätze zur Verfügung stehen. Optisch unterscheiden sich die DT2 vor allem durch die große einteilige Frontscheibe, die beim DT1 dreiteilig ist.
Ein wesentlicher Unterschied besteht in den neu entwickelten Drehgestellen, die mit zwei quer angeordneten Hohlwellenmotoren mit Lamellenkupplung ausgeführt sind. Dadurch konnte gegenüber dem Längsantrieb mit Winkelgetriebe der Vorgänger eine Gewichtsersparnis von etwa 1,2 t je Wagen erzielt werden. Für den Betriebseinsatz waren zwei Einheiten als Langzug koppelbar, jedoch aufgrund der voneinander abweichenden Steuerungs- und Antriebstechnik nicht gemeinsam mit den DT1. Lediglich im Notfall, zum Beispiel bei Abschleppfahrten, können die beiden Typen mechanisch gekuppelt zusammen fahren.
Anstelle der Nockenschaltwerke treten nun Wechselrichter und Gleichstromsteller, wodurch eine stufenlose Steuerung möglich ist. Des Weiteren verfügen die Wagen über die Möglichkeit, die Bremsenergie in das Stromnetz zurückzuspeisen. Der Rückgewinnungsgrad liegt bei 25 Prozent.

## Verbleib
Stand Juni 2024 sind 11 von 12 Einheiten dieser Baureihe bereits verschrottet. Die Einheit 597/598 (ehemals Wagen 533/534) steht noch auf dem Betriebshof der VAG in Langwasser. Ein musealer Erhalt ist, anders als beim DT1, nicht geplant.